# Angelo Bocchi
Angelo Bocchi (Chiari, 7 agosto 1909 – ...) è stato un calciatore e allenatore di calcio italiano, di ruolo difensore.

## Caratteristiche tecniche
Giocò nel ruolo di terzino destro.

## Carriera
Giocò in Serie A con il Brescia. Debuttò il 1º ottobre 1933 in Brescia-Pro Vercelli (2-1). Militò anche nella Clarense, nell'Isotta Fraschini, nella Pavese e nella Necchi di Pavia.